# Juan Covarrubias
Juan Carlos Covarrubias Muñoz (* 15. Januar 1961 in Temuco) ist ein ehemaliger chilenischer Fußballspieler. Der linke Mittelfeldspieler spielte 16-mal für die Nationalmannschaft Chiles, für die er zwei Tore erzielte. 1992 wurde Fuentes zum Fußballer des Jahres in Chile gewählt.

## Karriere

### Verein
Juan Covarrubias begann seine Karriere bei den Rangers de Talca im Alter von 16 Jahren, wo er vier Jahre spielte und dann zu Green Cross Temuco wechselte. 1984 wechselte er zum Copa-Libertadores-Teilnehmer CD Cobreloa, wo er Nationalspieler wurde und 1992 zum Fußballer des Jahres in Chile gewählt wurde. 1995 verließ er den Klub, nachdem der neue Trainer Jorge Garcés ihn nicht mehr im Team haben wollte. Seine letzten beide Karrierejahre verbrachte Covarrubias 1995 bei Everton de Viña del Mar und 1996 bei Deportivo Ñublense.
Nach eigener Aussage wird Covarubbias als Kindheitsidol für den ebenfalls in Temuco geborenen Marcelo Salas angesehen.

### Nationalmannschaft
Für die chilenische Nationalmannschaft spielte Juan Covarrubias erstmals am 17. Juni 1984 beim Freundschaftsspiel gegen England. Bei seinem einzigen Turnier, der Copa América 1989, schied Chile in der Gruppenphase als Gruppendritter aufgrund des schlechteren Torverhältnisses gegenüber Uruguay aus. Covarrubias stand die ersten drei Spiele in der Startelf und im vierten Gruppenspiel wurde er 18 Spielminuten vor Ende eingewechselt.
Im August 1989 absolvierte Covarrubias beim 5:0-Erfolg über Venezuela in der Qualifikation zur Fußball-Weltmeisterschaft 1990 sein letztes Spiel im Nationaltrikot.

## Auszeichnungen
- Fußballer des Jahres in Chile: 1992